# Yadgar Nasriddinova
Yagdar Sadikovna Nasriddinova (en ruso: Ядгар Садыковна Насриддинова, en uzbeko: Yodgor Sodiqovna Nasriddinova, 26 de diciembre de 1920-7 de abril de 2006) fue una ingeniera y política soviética, miembro de alto rango del Sóviet Supremo de la Unión Soviética. Después de servir en una variedad de puestos en el Komsomol, ascendió en las filas de la República Socialista Soviética de Uzbekistán y se convirtió en diputada en el Sóviet Supremo regional de 1958 a 1974. Entre 1959 y 1970, fue Vicepresidenta del Presídium de la Sóviet Supremo y posteriormente presidenta del Sóviet de las Nacionalidades. Fue expulsada del Partido Comunista en 1988 después de la muerte de Leonid Brézhnev, durante las investigaciones de corrupción en el escándalo del algodón uzbeko. Fue rehabilitada y restablecida como miembro del partido en 1991, cuando las acusaciones de soborno en su contra no pudieron probarse. Nasriddinova recibió la Orden de Lenin cuatro veces a lo largo de su carrera, y recibió dos veces la Orden de la Bandera Roja del Trabajo.

## Biografía

### Primeros años
Nació el 26 de diciembre de 1920 en Kokand. Su padre era un cargador, que falleció tres meses después de su nacimiento. Habiendo perdido a su padre a temprana edad, fue criada en familias adoptivas y desde 1931, en un orfanato. Su madre la nombró "Yadgar", un nombre común entre los musulmanes dado a los huérfanos masculinos o femeninos. Ella y su madre se vieron obligadas a mudarse por el abuelo de Nasriddinova, quien las llevó a otro pueblo a 50 kilómetros de su casa. La madre de Nasriddinova se volvió a casar, pero su nuevo padrastro no quería tener nada que ver con la niña. Cuando tenía cuatro años, la República Autónoma Socialista Soviética de Turkestán se dividió, con el área de su nacimiento dentro de la recién creada República Socialista Soviética de Uzbekistán. A la edad de seis años, su padrastro llevó a Nasriddinova al costado del camino y la abandonó. Fue acogida por transeúntes comprensivos y pasó de familia en familia hasta los 11 años. En 1931, cuando se construyó el primer orfanato en Uzbekistán, fue puesta bajo su cuidado y enviada a estudiar en una escuela vocacional. Continuó su educación y se graduó en el Instituto de Ingenieros de Transporte Ferroviario de Taskent en 1941.

### Carrera política
A partir de octubre de 1941, Nasriddinova trabajó como ingeniera en el ferrocarril de Taskent, y al mismo tiempo, continuó sus estudios de posgrado en el Instituto de Taskent. Trabajó como capataz en el proyecto del embalse de Katta-Kurgán y al año siguiente encabezó el equipo que construyó la vía férrea entre Taskent y la mina Angrenugol. Al unirse al Partido Comunista en 1942, se convirtió en secretaria del Comité Central del Komsomol para las escuelas uzbekas. Alrededor de este tiempo, se convirtió en la segunda esposa de Sirodzh Nuritdínov, un veterano de guerra y secretario del comité regional del partido, que luego se desempeñaría como presidenta de los sindicatos de Uzbekistán. Nuritdínov era un rival político de Sharaf Rashídov (primer secretario de la RSS de Uzbekistán) basado en gran parte en una alianza sobre posiciones de liderazgo entre las élites uzbekas de Taskent y Ferganá, que surgió cuando la capital de Uzbekistán se trasladó en 1930 desde Samarcanda, el centro regional del patrimonio de Rashídov. En 1946, fue nombrada Primera Secretaria del Komsomol para el Comité Regional de Taskent. Graduada en 1947, continuó ascendiendo en el Komsomol y en el partido distrital ocupando varios cargos. En 1952, encabezó el Ministerio de Industria de la RSS de Uzbekistán. Tres años más tarde, fue seleccionada como vicepresidenta del Consejo de Ministros de la RSS de Uzbekistán y luego, en 1959, se convirtió en Presidenta del Presídium del Sóviet Supremo de la RSS de Uzbekistán, sucediendo a Sharof Rashídov.
Simultáneamente, en 1959, fue elegida Vicepresidenta del Presídium del Sóviet Supremo de la Unión Soviética, Las tensiones entre Rashídov y Nasriddinova habían continuado y después de los disturbios étnicos de 1969, Rashídov vio una manera de desterrar a su rival culpando a sus partidarios de fomentar la violencia y fallas en la seguridad. A su vez, su facción culpó a Rashídov, pero fue Nasriddinova quien pronto abandonaría Uzbekistán. Tras mudarse a Moscú en 1970, se convirtió en la Presidenta del Sóviet de las Nacionalidades (cámara alta del Sóviet Supremo de la Unión Soviética). Después de que Nasriddinova dejó Uzbekistán, Rashídov pudo ampliar sus redes mediante el uso del patrocinio, para convertir a los rivales en patrocinadores leales. Consolidó su poder, asignando a familiares y amigos a altos cargos gubernamentales y distribuyendo recursos. Al final de su mandato en 1974, Nikolái Podgorni, presidente del Presídium del Sóviet Supremo de la URSS, le preguntó si quería conservar el cargo. Cuando ella accedió a servir, él la nominó para su consideración en el Politburó del Partido Comunista de la Unión Soviética pero Rashídov, quien era su rival político y en ese momento Primer Secretario del Partido Comunista de la RSS de Uzbekistán, bloqueó la nominación, alegando que tenía pruebas de que ella estaba involucrada en actos de corrupción. El Comité Central no investigó en ese momento, pero su nombramiento como Viceministra de la Industria de Materiales de Construcción de la URSS en 1974 y como Presidenta del Comité para Asuntos Asiáticos y Africanos fueron signos claros de su declive en el favor del partido. En 1979, Nasriddinova se jubiló, pero no regresó a Uzbekistán, ya que sus dos hijos vivían en Moscú y su esposo había muerto en 1966. A lo largo de su carrera, había sido galardonada la Orden de Lenin cuatro veces, la Orden de la Bandera Roja del Trabajo dos veces, y la Orden de la Insignia de Honor, entre otras.
A lo largo de su mandato en el poder, fue una de las que más se opuso a permitir que los tártaros de Crimea tuvieran el derecho de regresar a Crimea, e incluso declaró sin rodeos en una reunión con activistas de derechos civiles de los tártaros de Crimea que se oponía a permitir su regreso a Crimea debido a necesidades laborales en la RSS de Uzbekistán.
En 1982 murió Brézhnev, y Rashídov al año siguiente, lo que abrió la puerta a una nueva investigación sobre la corrupción que se había producido durante su mandato. En 1983, Telman Gdlian y Nikolái Ivánov comenzaron a investigar lo que se conocería como el escándalo del algodón uzbeko. Descubrieron registros que indicaban que Herman Karakozov había sido convencido de la participación de Nasriddinova y que la intervención de Leonid Brézhnev, secretario general del Comité Central del PCUS, había impedido su arresto en 1975. Nasriddinova se enteró por primera vez de la investigación cuando el periódico Izvestia publicó un artículo en 1987. En el artículo, se la acusaba de haber aceptado un soborno de ₽100.000 y de enviar oro a bancos suizos, mientras era la presidenta del Presídium del Sóviet Supremo de la RSS Uzbekistán. El periodista de investigación, Arkadi Sajnin, alegó que Nasriddinova también pagó la lujosa boda de su hijo con fondos estatales, lo que provocó un regaño por parte de Brézhnev, pero ninguna otra acción en su contra. En 1988, las acusaciones que Rashídov había hecho en 1977 resurgieron con cargos formales y fue despojada de su afiliación al partido y de su pensión.

### Últimos años
En diciembre de 1990, se retiraron citando pruebas insuficientes contra Nasriddinova. En 1991, fue rehabilitada, restablecida como miembro del partido, y pagó la pensión por los 2 años y medio que había estado suspendida. Nasriddinova insistió en que nunca había estado involucrada, que los testigos habían inventado testimonios en su contra y exigió que Izvestia imprimiera su respuesta negando todas las acusaciones en su artículo.
Nasriddinova murió en Moscú el 7 de abril de 2006, y fue enterrada en el Cementerio de Kúntsevo.

## Premios y condecoraciones
- Orden de Lenin (1948, 1957, 1960, 1970)
- Orden de la Revolución de Octubre (1971)
- Orden de la Bandera Roja del Trabajo
- Orden de la Insignia de Honor